# Kevin Budden
Kevin Clifford Budden (1930 – Cairns, 28 juli 1950) was een Australisch amateur-herpetoloog en slangenjager. Budden geniet bekendheid als de eerste Australiër die een levende taipan ving voor de wetenschap. Bij de afhandeling beet de slang hem in zijn hand, ten gevolge waarvan Budden een dag later overleed.

## Biografie
Budden werkte als winkelhulp in Randwick, een oostelijke voorstad van Sydney. Hij bouwde zijn eigen slangenkuil en in weekends en vakanties ving hij onder meer gifslangen in de Australische natuur. Op zijn negentiende had hij er reeds 59 gevangen, waarbij hij vijf keer gebeten werd.

### Taipan
In 1930 werd in Australië het eerste tegengif geproduceerd voor een van de vele, vaak uiterst dodelijke gifslangen die het continent telt. Onder druk van de publieke opinie werd er eind jaren veertig meer wetenschappelijke aandacht aan besteed. Vervolgens was het zaak van elke soort een exemplaar levend in de laboratoria te krijgen, om het gif voor de productie van tegengif beschikbaar te maken. De taipan stond hoog op het verlanglijstje van de wetenschap, omdat deze soort uiterst giftig is.
In mei 1949 joeg Budden met twee collega's op het Kaap York-schiereiland op de taipan, maar het lukte ze niet om er eentje te vangen. In de winter van 1950 zocht hij opnieuw een taipan en na vier weken lukte het hem om er eentje bij de nek te pakken. Met de slang om zijn arm kreeg hij een lift van een vrachtwagenchauffeur, die hem naar een lokale slangenjager bracht. Daar werd vastgesteld dat het inderdaad om een taipan ging. Budden stopte de slang in een zak en daarbij werd hij eerst in zijn laars en vervolgens in de linkerhand gebeten. Geschrokken toeschouwers wilden de slang doden, maar Budden wees op het enorme belang dat de slang voor de productie van tegengif moest hebben. Een ambulance verleende hem eerste hulp, waarna hij naar het ziekenhuis van Cairns werd gebracht. Aanvankelijk waren de dokters optimistisch over zijn toestand, doch de volgende middag overleed hij aan de effecten van het gif, in de leeftijd van twintig jaar. Op meerdere momenten tussen de beet en zijn overlijden was Budden bezorgder over het welzijn van de slang dan over zijn eigen gezondheid.

## Nalatenschap
De taipan kwam levend aan in de Commonwealth Serum Laboratories, toentertijd een Australisch instituut voor de productie van vaccins en tegengif. Hij werd er gemolken door de zoöloog David Fleay en met behulp van het gif kwam in 1955 een tegengif beschikbaar. Een paar van de weinige eerste doses werden verstrekt aan slangenmelkers Eric Worrell, Ram Chandra en Ken Slater, uit erkenning voor de gevaren die aan hun werk waren verbonden. 
Halverwege 1955 werd met het tegengif een eerste mensenleven gered: dat van een tienjarige jongen die spelend in de buurt van school was gebeten.
Over de vangst en het lot van zowel Budden als de betreffende slang werd indertijd uitvoerig bericht door de Australische media.

## Slang en gif
De betreffende slang, die zes keer gemolken werd voordat hij na enkele weken stierf, wordt bewaard in een museum van de staat Victoria. In 2014 werden stalen van het gif van die slang ontdekt in een depot van de 'Australian Venom Research Unit' van de Universiteit van Melbourne. Het gif bleek nog steeds dodelijk te zijn, ondanks dat het gif 60 jaar lang op simpele wijze en bij kamertemperatuur was opgeslagen, in plaats van in de koeling.